# Maxime Charles Lester
Pour les articles homonymes, voir Lester.
Maxime Charles Lester, né le 25 septembre 1891 à St John's Wood et mort à Londres le 3 mars 1957, est un explorateur britannique. 

## Biographie
Il entre dans la marine marchande puis sert dans les marines canadienne et britannique dans l'Atlantique Nord durant la Première Guerre mondiale. Il rejoint l'expédition britannique en Terre de Graham (1920-1922) sous la direction de John Lachlan Cope et, avec Thomas Wyatt Bagshawe, voyage vers le sud à bord d'un baleinier jusqu'à l'île de la Déception en amont de Cope et d'Hubert Wilkins. Le groupe est ensuite transféré en baie Andvord, sur la côte de Danco en Terre de Graham où une base doit être établie. Cependant, un financement insuffisant met fin à l'expédition. Cope et Wilkins abandonnent. Lester et Bagshawe décident de rester et établissent une base à Waterboat Point sur la côte ouest de la péninsule Antarctique entre janvier 1921 et janvier 1922. Bien que mal équipés et disposant de peu de confort, ils effectuent des observations scientifiques, notamment une étude de la biologie de la reproduction des manchots papous voisins.
Lester retourne dans la marine marchande, mais revient en Antarctique lors de l'expédition de 1926-1927 dirigée par George Metcalf Mercer sur le RRS William Scoresby. L'expédition mène des études approfondies sur les zones baleinières au large de la Géorgie du Sud. 
Il meurt à Londres le 3 mars 1957.

## Hommage
- Lester Cove (en) porte son nom.